# آنخل فرناندز
آنخل فرناندز (انگلیسی: Ángel Fernández؛ زادهٔ ۲ اوت ۱۹۷۱) یک بازیکن فوتبال اهل اکوادور است.
وی همچنین در تیم ملی فوتبال اکوادور بازی کرده‌است.